# 臺中公園
臺中公園是一座位於臺灣臺中市北區的公園，位於自由路、雙十路、精武路交接路口，該公園於日治時期所創立，是臺中市歷史最悠久的公園，園區佔地約32,889坪。
當前，該公園內的湖心亭為臺中市的重要象徵。自創設之初，即陸續移入或設置歷史主題的紀念物，使公園成為代表臺中歷史的展示空間，園區多個設施已具有文化資產身份。

## 歷史

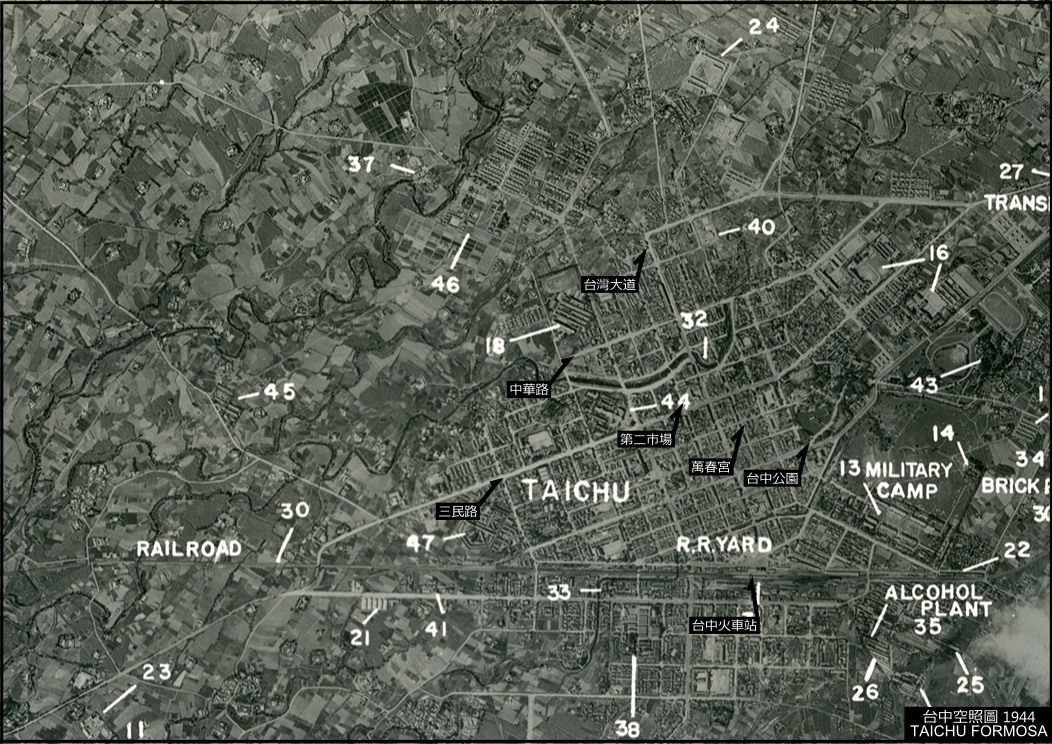
台中公園週邊1944空照圖

台中公園週邊為台中早期發展地區之一，當時公園內的大土丘為台中古名「大墩」的發源地（後又稱砲台山），而日月湖也是綠川流經形成的天然水塘。

### 日治時期
1895年起，日軍看上大墩土丘的地勢與位置，在當地興建軍事工程。1898年，台灣總督府臨時土地調查局也於大墩土丘上建立臺灣第一個三角點。
最初臺灣民政支部部長兒玉利國計畫將台中市設計為以台中公園為中心，規劃出十六條放射狀道路；但是在1896年，臺灣民政支部指派外國專家威廉·巴爾頓考察台中市、並於11月25日提出規劃建議。該建議否決兒玉利國的提案、並把台中公園移到當時市區的東北方。
1900年，臺中市實施市區改正計劃，除將臺中市區街道採棋盤式規劃，並規劃公園設施。公園原規劃在今舊臺中車站位址，後因鐵路經過而變更公園位址遷至新高町現址，最初的公園建地有砲台山（大墩）、台中省城之北門樓、招忠碑以及週邊墓地與河川地等，其建築經費全由當地官民捐獻。1903年將車站預定地上的台中物產陳列館拆遷至台中公園預定地內，同年10月28日公園落成啟用；1905年將招魂碑（昭忠碑）遷建於此，1907年6月12日在大墩上設置兒玉源太郎壽石像。
1908年，台灣總督府舉辦的「臺灣縱貫鐵路全通式」會場選定在臺中公園，由櫻井組負責興建會場建築，包含公園內中之島上的貴賓休憩所：池亭。池亭為活動舉辦完後唯一存留的建築，後總督府被列為紀念建築物，並成為今日的湖心亭。1909年1月臺中廳頒布〈台中公園管理規定〉令後，臺中公園正式由政府負責管理與維護。由芳賀鍬五郎規劃園藝。1910-1912年擴大公園範圍，將公園旁的農園與霧峰林家私有花園「瑞軒」被納入公園範圍；1912年4月與後藤新平銅像，同年10月臺中神社落成，1917年增設小型動物園-猿檻。
1926年為舉辦中部臺灣共進會增建林產館與演舞場，1935年台中放送局於公園內建放送塔，1936年6月林獻堂參加在臺中公園舉辦的始政四十一週年活動時發生祖國事件，1940年臺中神社遷祭水源地公園。1944年二戰期間，動物園遭廢除。

### 戰後時期
二戰後初期的1947年雙十國慶，臺中市政府以國父孫中山塑像取代後藤新平銅像、昭忠碑被改為勝利碑、拆除初代臺中神社建物並增設抗日陣亡將士紀念碑、池亭更名為中正亭、第一橋改名為中山橋、第二橋改名為中正橋，公園名稱亦改名為「中山公園」。1949年公園北側被挪建為空軍精武新村，同年7月臺中氣象臺亦遷建至公園北端，1950年空軍在公園內設置幼稚園，1952年中國佈道會透過市長楊基先在公園北側建思恩堂。1958年改建中正橋，增設望月亭、市府路大門（委託王水河設計，其中的塑像因時任省主席周至柔不喜歡而在10天後被拆除）。
1969年，為回應市民抱怨公園管理不彰且髒亂不堪，臺中市政府開始與中央政府協商設立專門整頓的機構。但中央政府並不採納專門機構提案；交通部公佈的國內觀光四年計劃也不把臺中公園納入。在同年艾爾西颱風嚴重摧毀臺中公園後，臺中市斥資100萬經費以整修臺中公園；但由於該次整修效果不佳，臺中市政府決定成立專案小組、再度著手整頓公園。
1972年臺灣省立臺中圖書館（建物今臺中市立圖書館精武分館）建於公園北側。1975年，中日斷交後將抗日陣亡將士紀念碑遷往原兒玉源太郎壽像處，神社遺址改立孔子銅像。1978年7月28日黨外運動在光復國小外操場發生七二八臺中事件。
1983年中山公園地下停車場完工。1987年，臺中市政府對公園水池實行浚深工程，並於隔年重新注入湖水。1989年，精武新村與幼稚園分三期拆除，並把土地歸還給公園。
從1980年代起，臺中公園再度陷入管理問題。市政府多次斥資，效果不盡人意。臺中市議員林清華就曾經質疑臺中市政府針對公園維護投入的人力不充足。1994年，臺中市議會成立「臺中市公園改進委員會」並參訪臺中公園，試圖解決管理問題；1995年，立委黃顯州於臺中公園主持公聽會，邀請市民團體對公園發表意見。2000年，中央政府對臺中市政府撥款8000萬，以期市府改善臺中公園。
1999年，市議員黃國書提案要求將中山公園改回臺中公園。2000年4月獲市議會通過更名案後，中山公園復稱「臺中公園」。

## 設施

### 建築

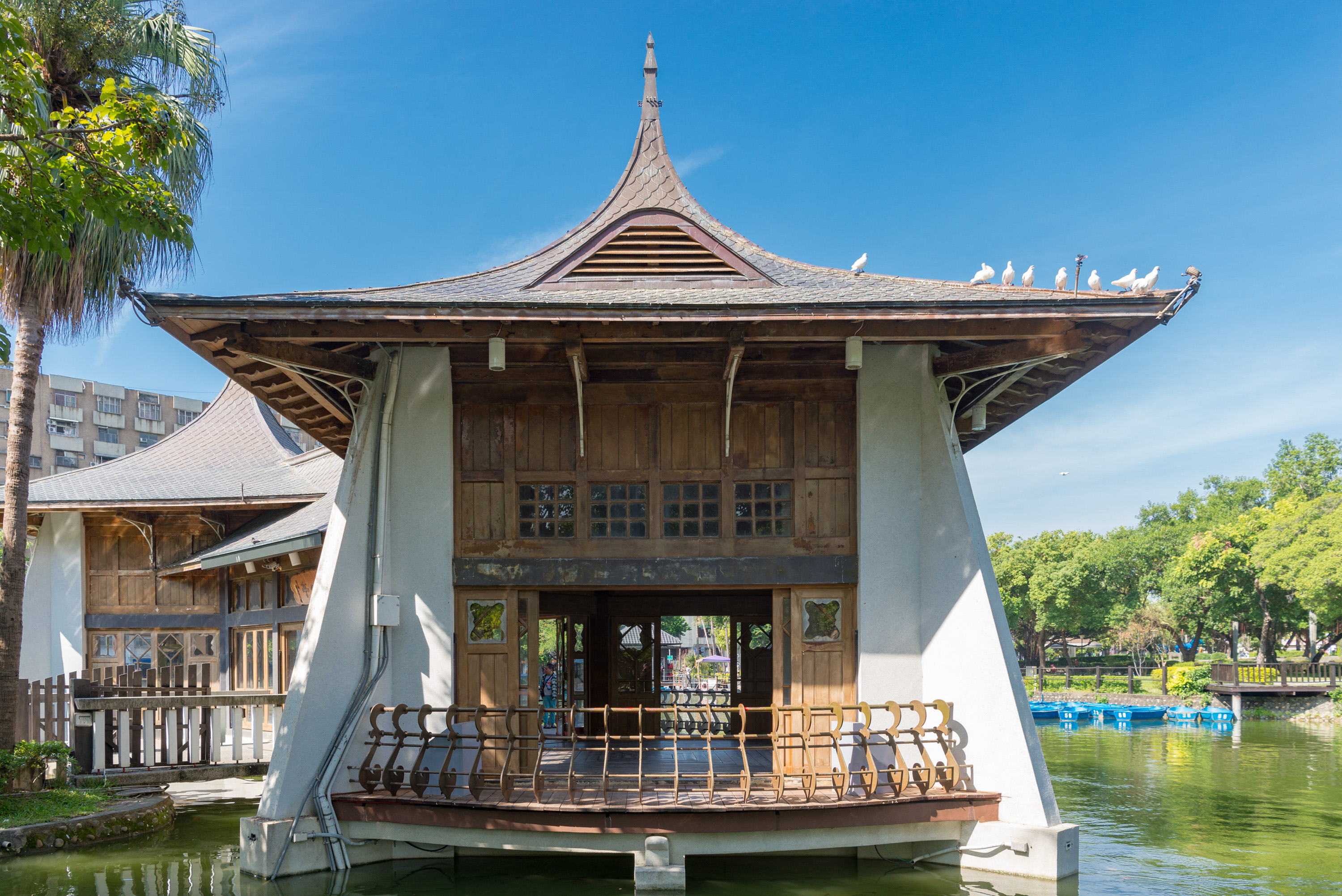
湖心亭
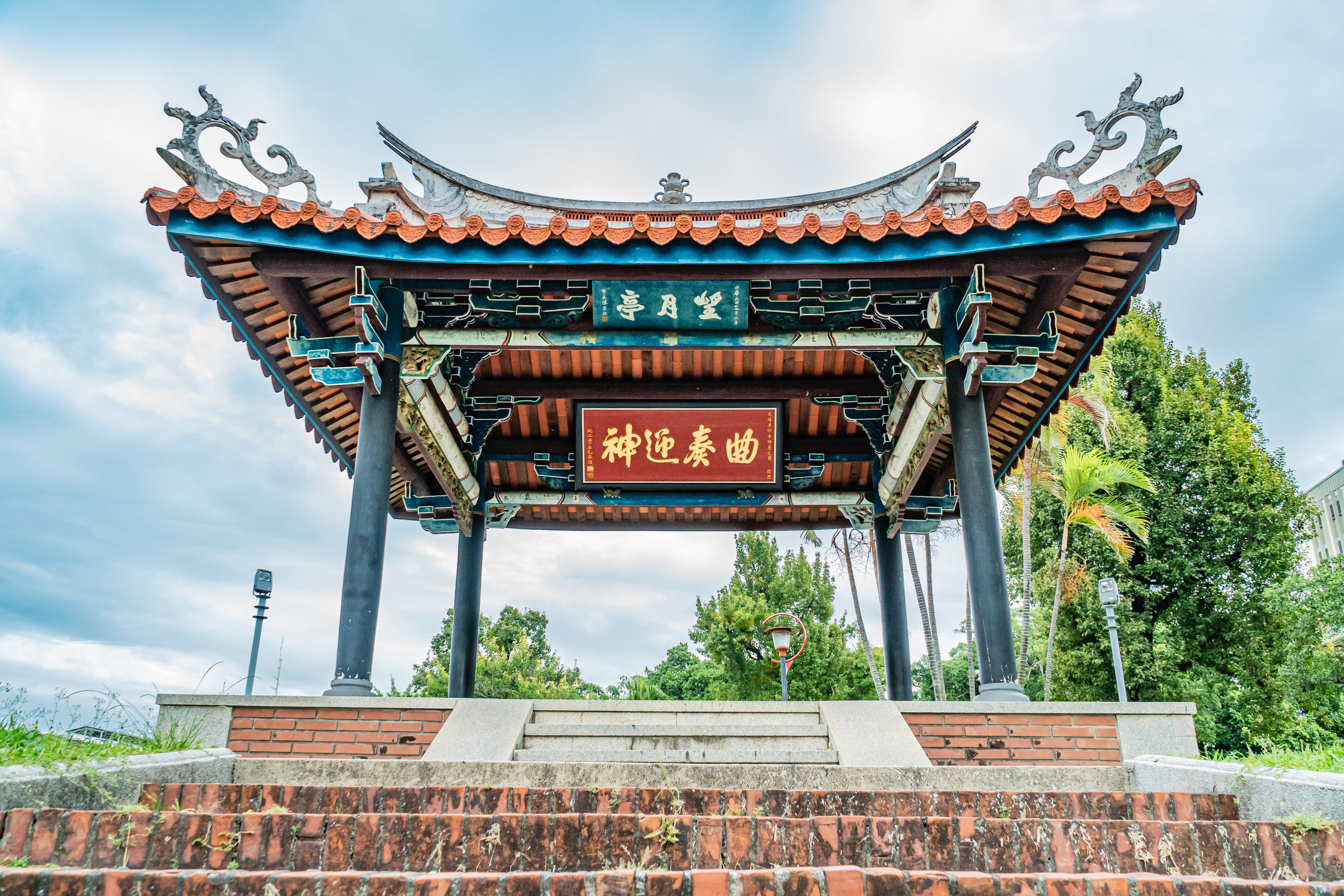
望月亭
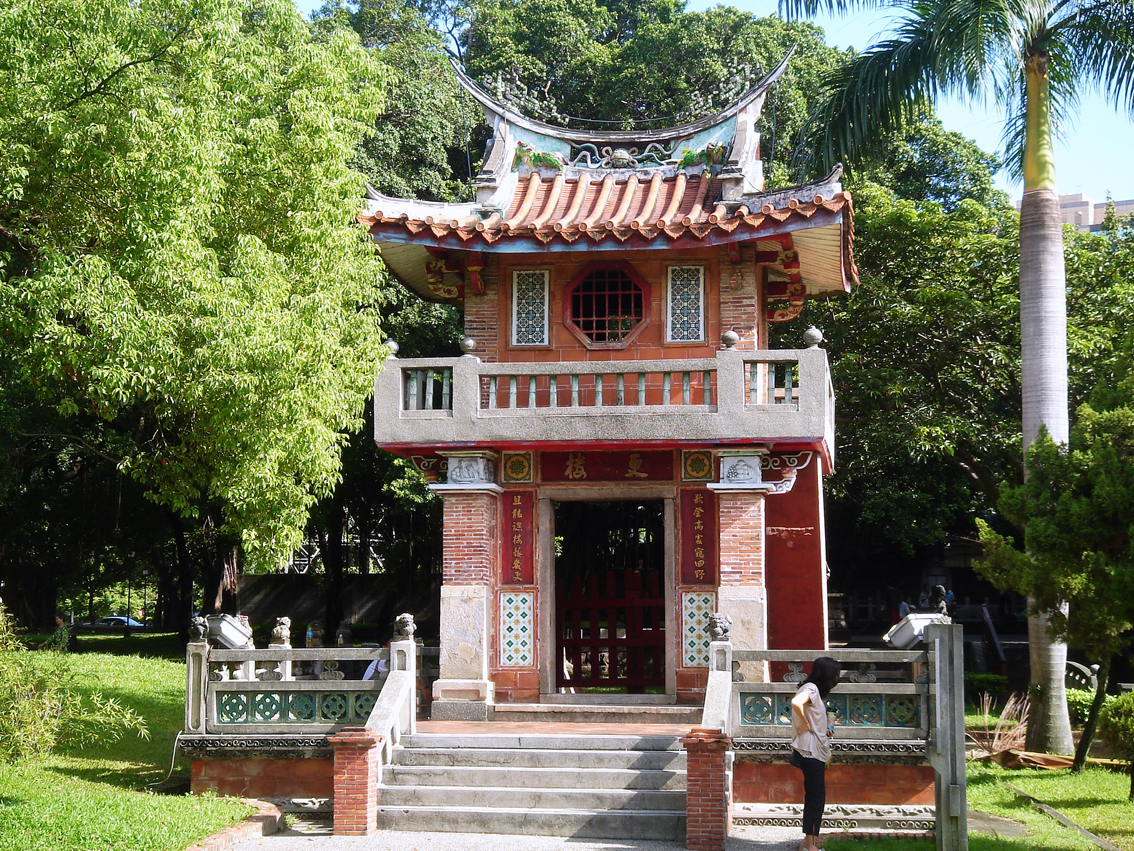
更樓
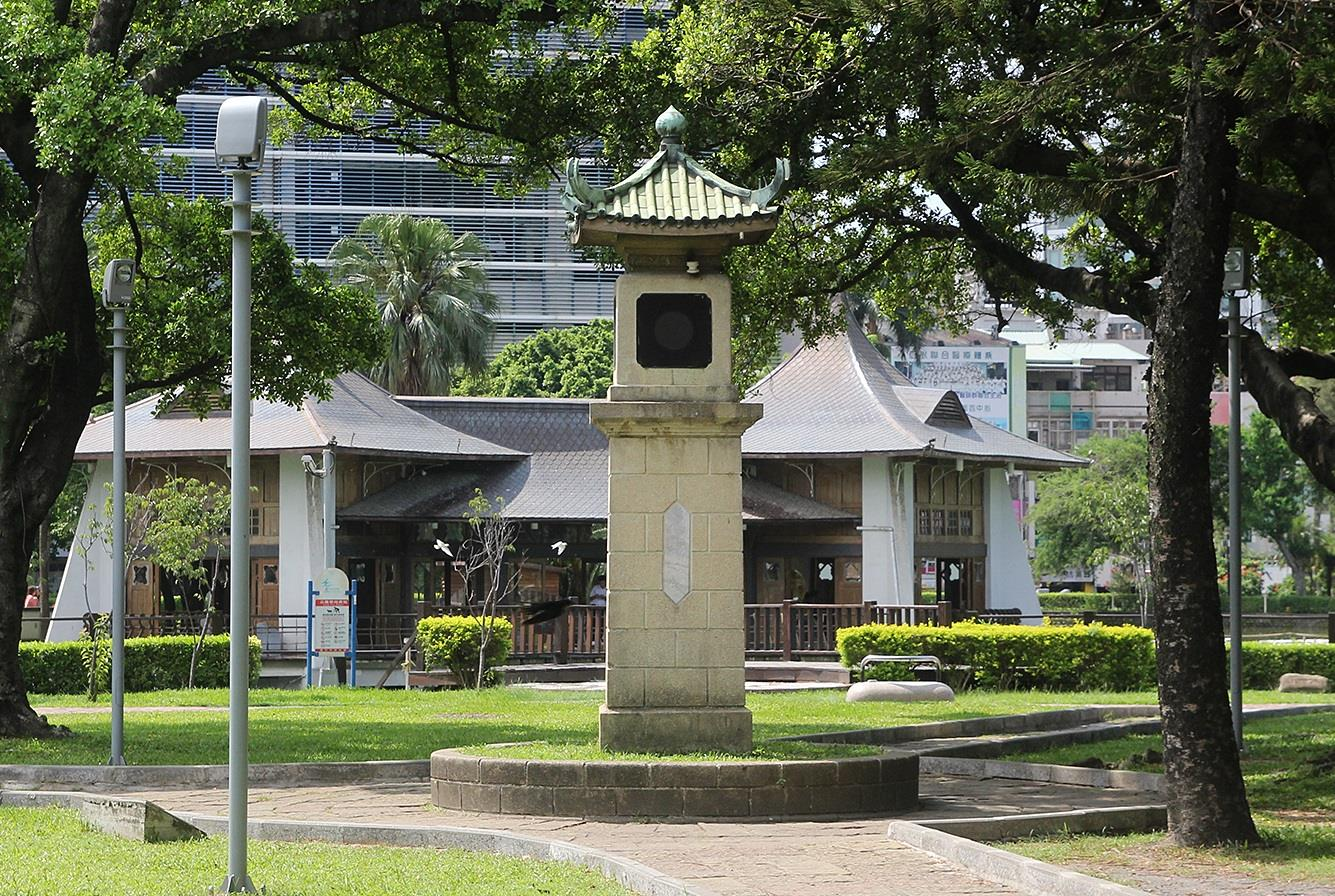
放送頭

#### 湖心亭
位於台中公園之日月湖內，不僅是臺中市市定古蹟，更是台中市的精神象徵，也是台中市政府府徽的意象來源。為雙併式尖頂涼亭，亭子水面下以混凝土柱支撐，平台以上樑柱以木架為主結構。外圍護欄以鑄鐵式欄杆。主柱上亦設鑄鐵造燈架。屋頂尖端以四脊圓弧交又為頂高設計之造型。

#### 望月亭
1885年清朝將台灣設為行省，首任巡撫劉銘傳計畫將省城由彰化縣署遷至大墩，作為臺灣省城，故於1889年派台灣府台灣縣知縣黃承乙負責建城以及吳鸞旂擔任財務總管，城垣分為八門、四樓，其中大北門立於今自由路台中公園入口處附近，名為坎孚門，門上樓名為明遠樓，後因劉銘傳去職而中止建城而荒廢。台灣日治時期，台中因實施「市區改正」計畫，開始拆除城垣城樓以及大量清朝時期官署建築，僅留下大北門上層的明遠樓。1903年台中公園落成，當時台灣地方士紳請願留城門作為紀念，便於10月28日，將門樓移到公園內的砲台山旁現址。初名為「觀月亭」，1948年重新整修後改名「望月亭，2006年公告為歷史建築。亭中有「曲奏迎神」匾額（神是對墳場陰魂的敬稱），是台灣知縣黃承乙於1891年所題，為台中公園歷史最久的紀念物。 花园的基本设计是西方的，但它也包括一个带池塘、灯笼、瀑布和石头的日本花园。

#### 更樓
1889年，台中仕紳吳鸞旂建公館於新庄子（今東區大智路30號一帶），佔地千餘坪（後人稱為吳鸞旂公館），更樓原為吳鸞旂公館之正門門樓。1922年吳鸞旂（大正11年）去世後，其長子吳東碧始從中國大陸返臺，並依遺囑在今太平冬瓜山興建吳家花園與墓園（今存吳鸞旂墓園）。1935年吳東碧將吳氏公館賣給有生意往來的基隆顏家顏欽賢，顏再捐給日治時期的市府作農校用地後改作孔廟用地，但孔廟始終未動工。國府接管臺灣後，公館就被百餘違建戶佔住，後經台中市議會審議將公館標售，1983年僅將更樓部份遷建於台中公園內、並以RC結構重建，公館則於1985年經法院判決強制拆除夷為空地。台中更樓為台灣碩果僅存的中式更樓建築物。

#### 放送頭
1935年於公園內建造的廣播擴音台，此播音台為台中放送局所興建，一般台灣人稱之為「放送頭」。 台灣目前僅有台北二二八和平紀念公園及台中公園內各存一座。
國府接管臺灣後，由中國廣播公司台中廣播電台接收，一直使用到1960年代才停用，當前該設施已登錄臺中市歷史建築。

#### 思恩堂
基督教中國佈道會台中思恩堂創立於1949年。當時基督教中國佈道會派上海沈保羅牧師來台設立教會，最初設在日治時期的日本教會聚會（今太平路國語禮拜堂）。後因人數暴增而另尋場地，於1952年遷建於現址，並經總統蔣中正親題「思恩堂」墨寶，於2月14日舉行獻堂禮拜。 
- 中山橋：紅色日式木造橋。
- 中正橋：中式磚造拱橋。

### 地理水文類

#### 砲台山
砲台山原是東大墩孤丘，海拔89公尺，為日治時期的台中市第一高峰（當時北屯、西屯、南屯三區尚未納入台中市）。為何成為砲台山有兩則由來。一為清康熙年間，台灣鎮總兵藍廷珍平朱一貴事件時，於大墩街旁置高點處架設兩門砲，而得砲台山之名。另一個為1895年時日本攻打台灣，在此地架設三座大砲以防止台灣反抗軍，後稱為砲台山。
此外，台中公園建園之初，從南洋移植了很多樹，其中最有名的就是爪哇銀合歡樹有兩棵，一棵在砲台山上抗日碑旁，有百年歷史；另一棵原在入口處附近網球場旁，已枯死，在1914年（大正3年）2月25日，板垣退助訪台時，（林獻堂招聘起因訪台）櫻・榕樹爲紀念殖樹。

### 紀念物、碑類

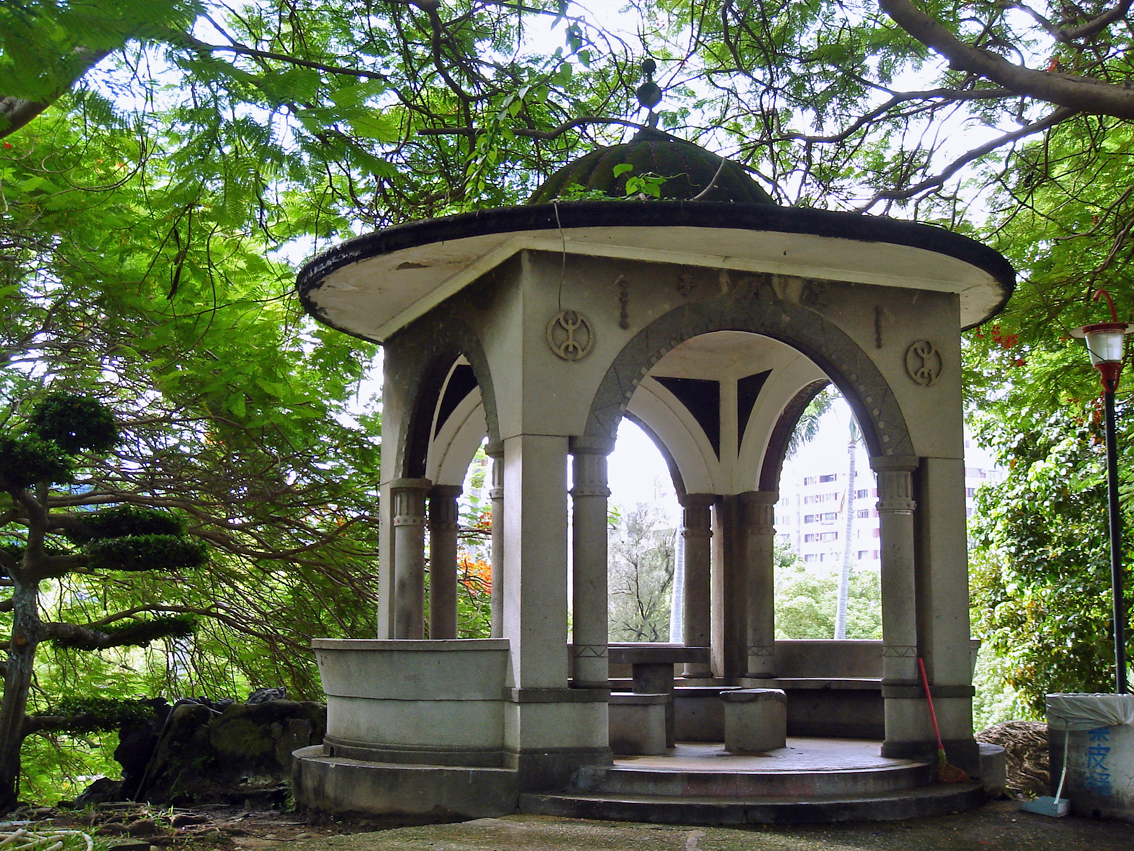
砲台山
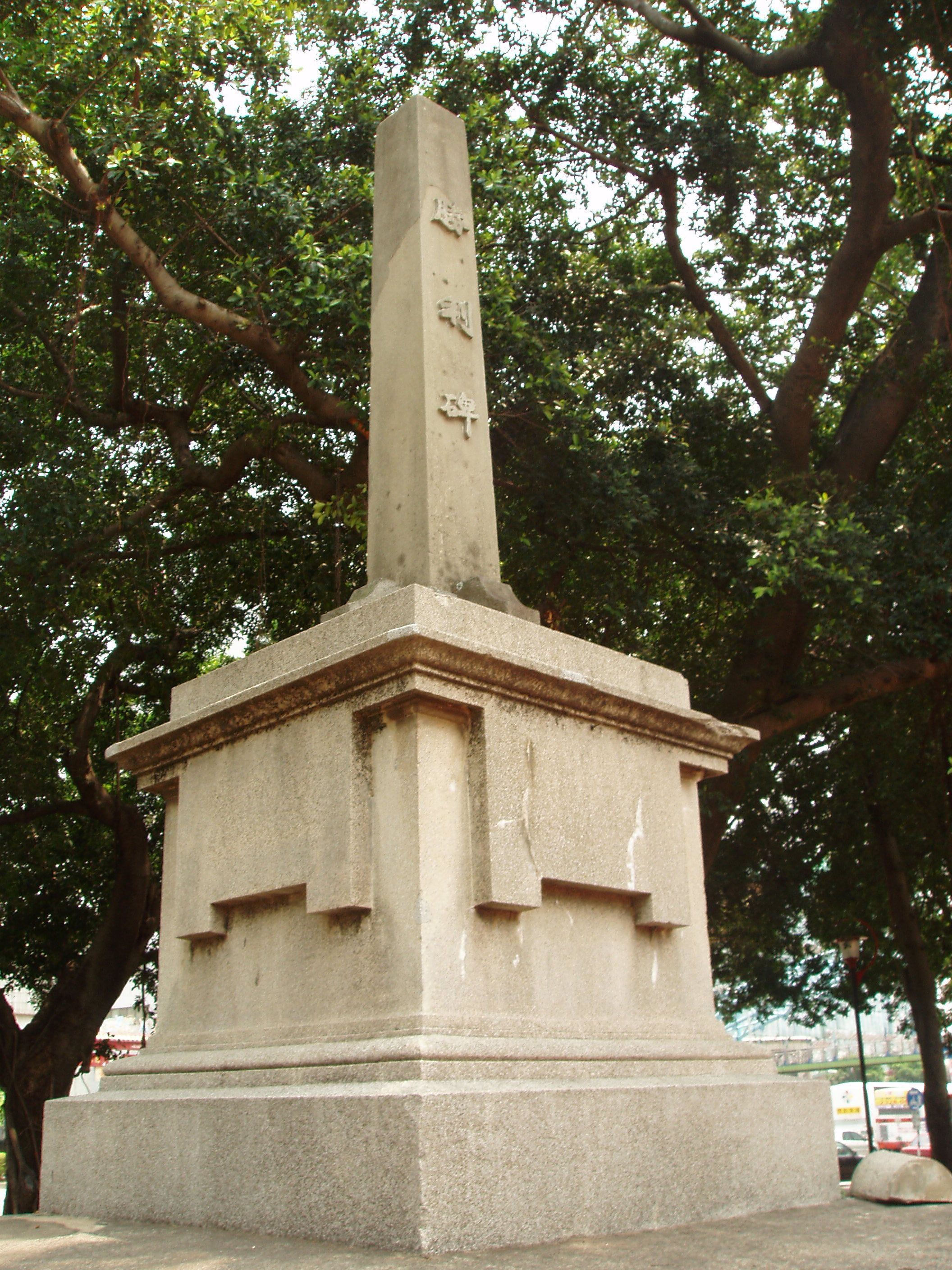
勝利碑
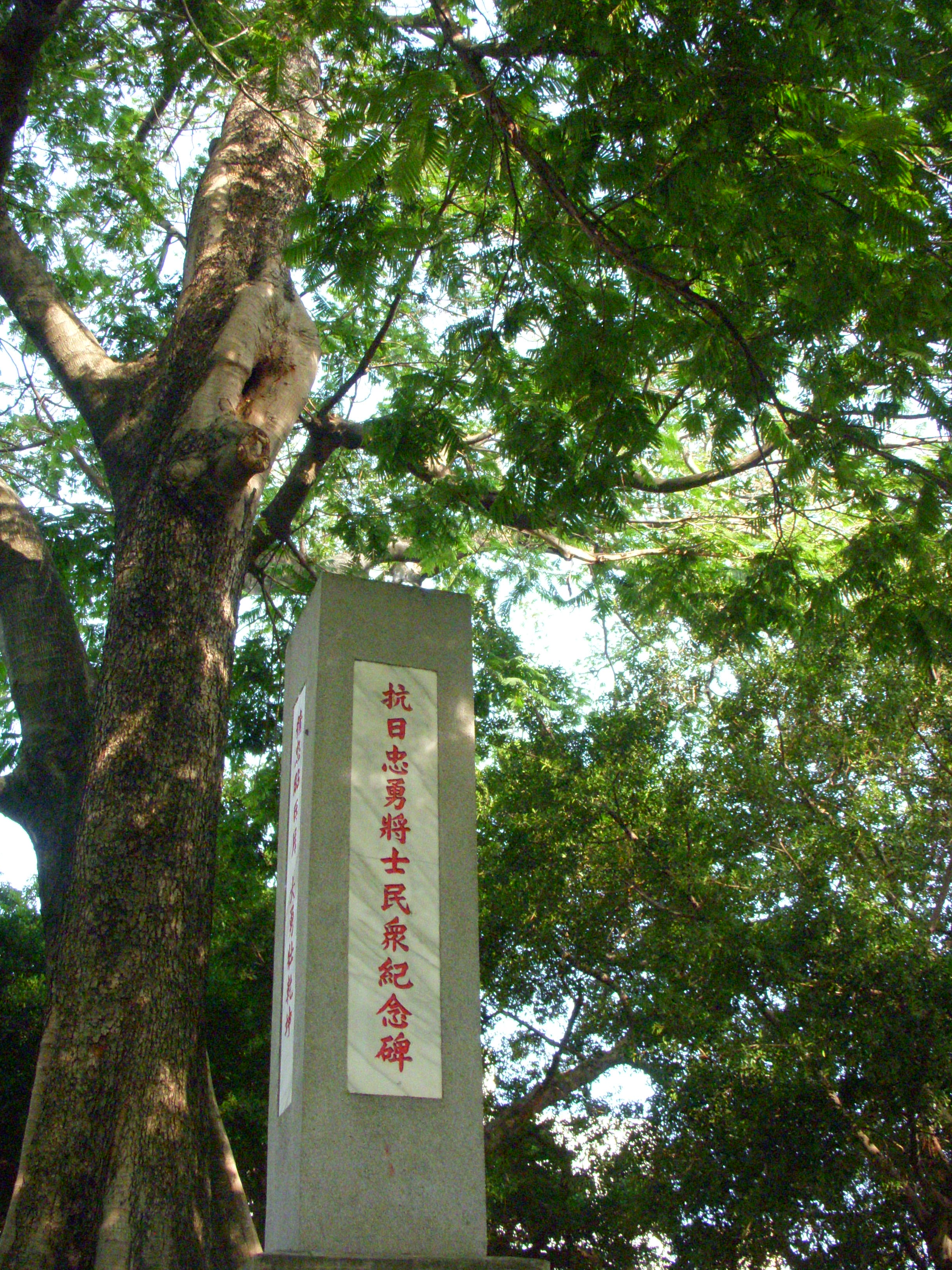
抗日勝利紀念碑

#### 抗日勝利紀念碑
建於1908年，為紀念台灣第四任總督兒玉源太郎對於台灣的貢獻，因此在砲台山上立了大理石雕像。國府接管臺灣後1947年，大理石雕像被拆建為抗日紀念碑。

#### 勝利碑
此碑基座原為台中建城時，北門外供外江官員死亡時，運棺回鄉前暫停靈柩的厲壇。1902年，因水土不服、衛生條件不佳導致大量日軍官兵因此而死，因此設立「台中招魂社」，原位於老松町（今復興路三段舊台中酒廠附近），後因縱貫鐵道預定通過，明治38年2月移於現址，改為「昭忠碑」，為祭祀領台後中部地區日人戰死者弔祭的祭拜場所。國府接管臺灣後再改為勝利碑。

#### 三角原點與其紀念碑
1898年，臨時台灣土地調查局設立，1900年8月於砲台山設置主三等三角點第89號，以此為原點展開台灣史上第一次的三角測量，由監督官池田文友及技手大江狷三郎進行觀測，得到經緯度為東經120度41分45秒，北緯24度9分30秒，方位角為17度44分45秒（台中原點至主點第30號葫蘆墩方向），此經緯度一直沿用到1902年，布袋嘴原點由海軍水路部觀測得到經緯度，因其數據較為精準（經緯度小數以下2位），改算台中原點經緯度為東經120度40分6.24秒，北緯24度8分34.39秒，布袋嘴原點後稱三角原點B，台中原點稱三角原點A，由此改算全台三角點經緯度，台中原點亦為直角縱橫線（地籍座標）原點，原點旁另有兩個三角點，三等三角點第120號和第160號，此兩點為台中原點引照點，可在原點毀壞或遺失時，根據原來和引照點之間的相對關係，重新補立原點。1984年在原點之上包覆設立「台灣地籍測量三角原點中心碑」，並銘文以誌，原點高程為89.598公尺，銅標高程為91.020公尺。

#### 銅像紀念台
建於1911年，為紀念後藤新平而設立的雕像，位於今兒童園區內。他輔佐兒玉源太郎完成台灣西部鐵路的全線貫通，故在台中公園內設立其銅像紀念。1947年，台中參議會決議拆除後藤新平銅像，改立國父孫中山銅像。

#### 孔子像
台中神社在1942年遷建到新高町水源地公園內（今台中市忠烈祠與孔廟），升格為國幣小社，原台中公園內的縣社台中神社主體被拆除，在主體處另立兒玉源太郎紀念銅像座，戰後被拆除。1973年，由台中與日本的獅子會共同捐贈孔子像立於兒玉源太郎基座上。

#### 李益勝像
紀念在旱溪捨己救人的李益勝。

#### 臺灣燈會吉羊康泰主燈
2003年臺灣燈會主燈《吉羊康泰》，贊助商為中華電信，燈會結束後保存於臺中公園。

### 已拆除

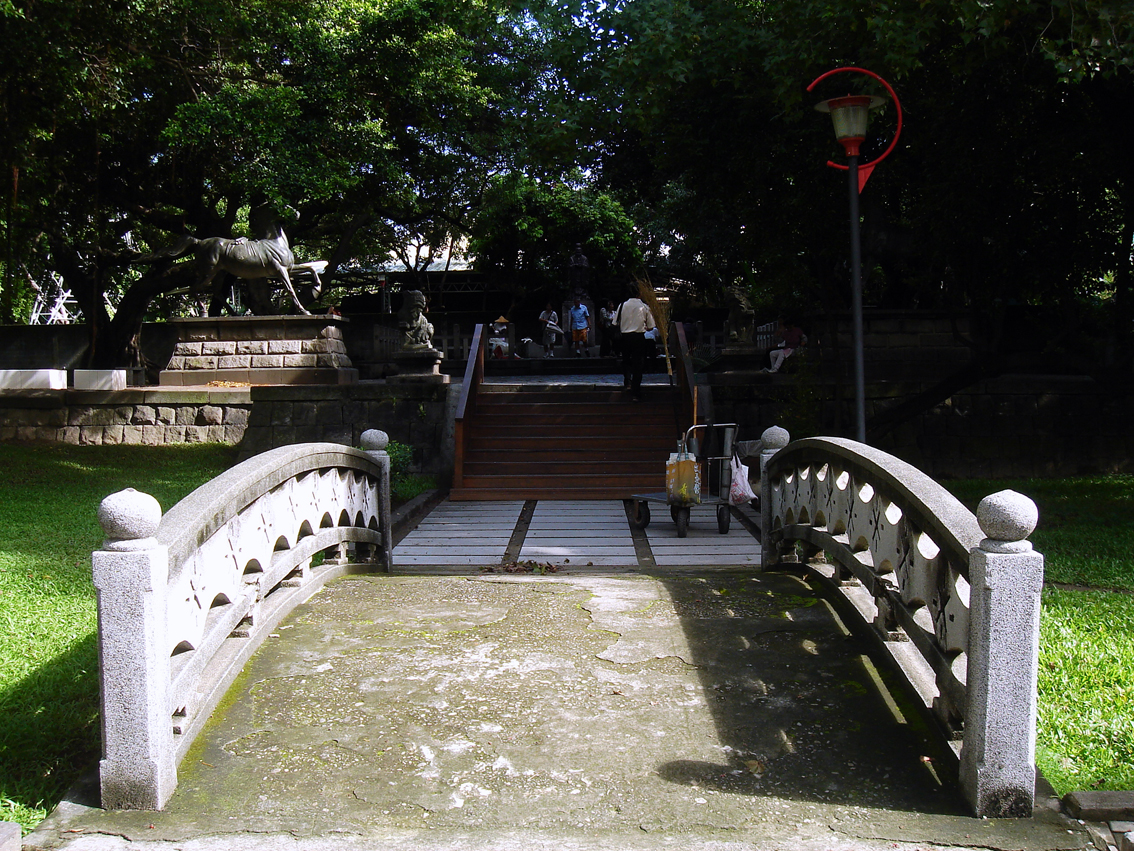
第一代臺中神社遺跡
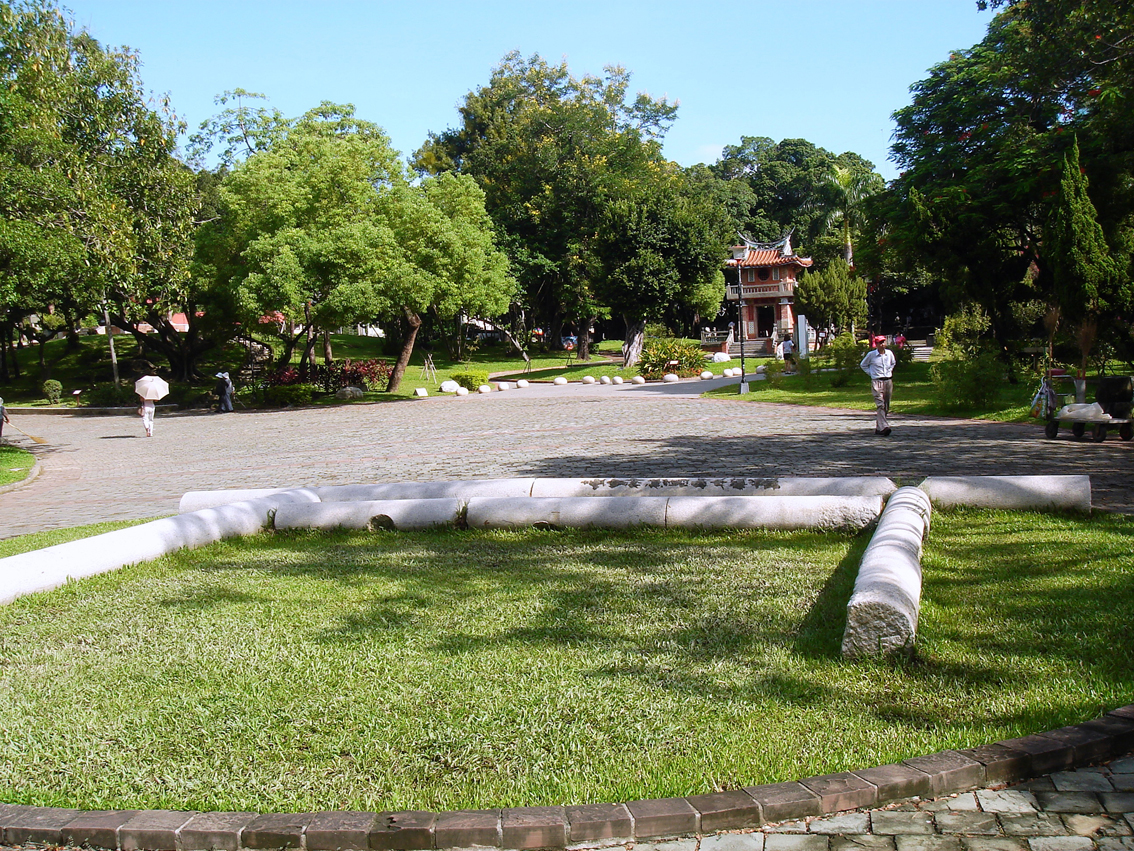
第一代臺中神社鳥居
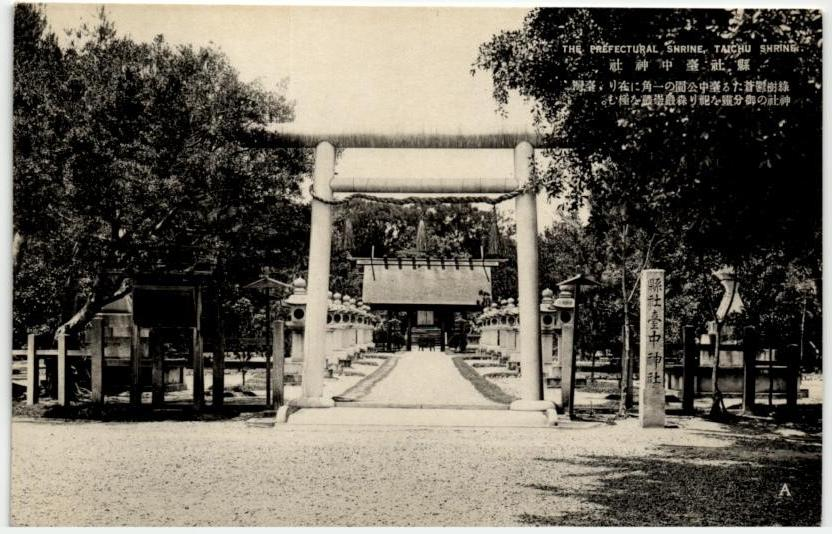
臺中神社
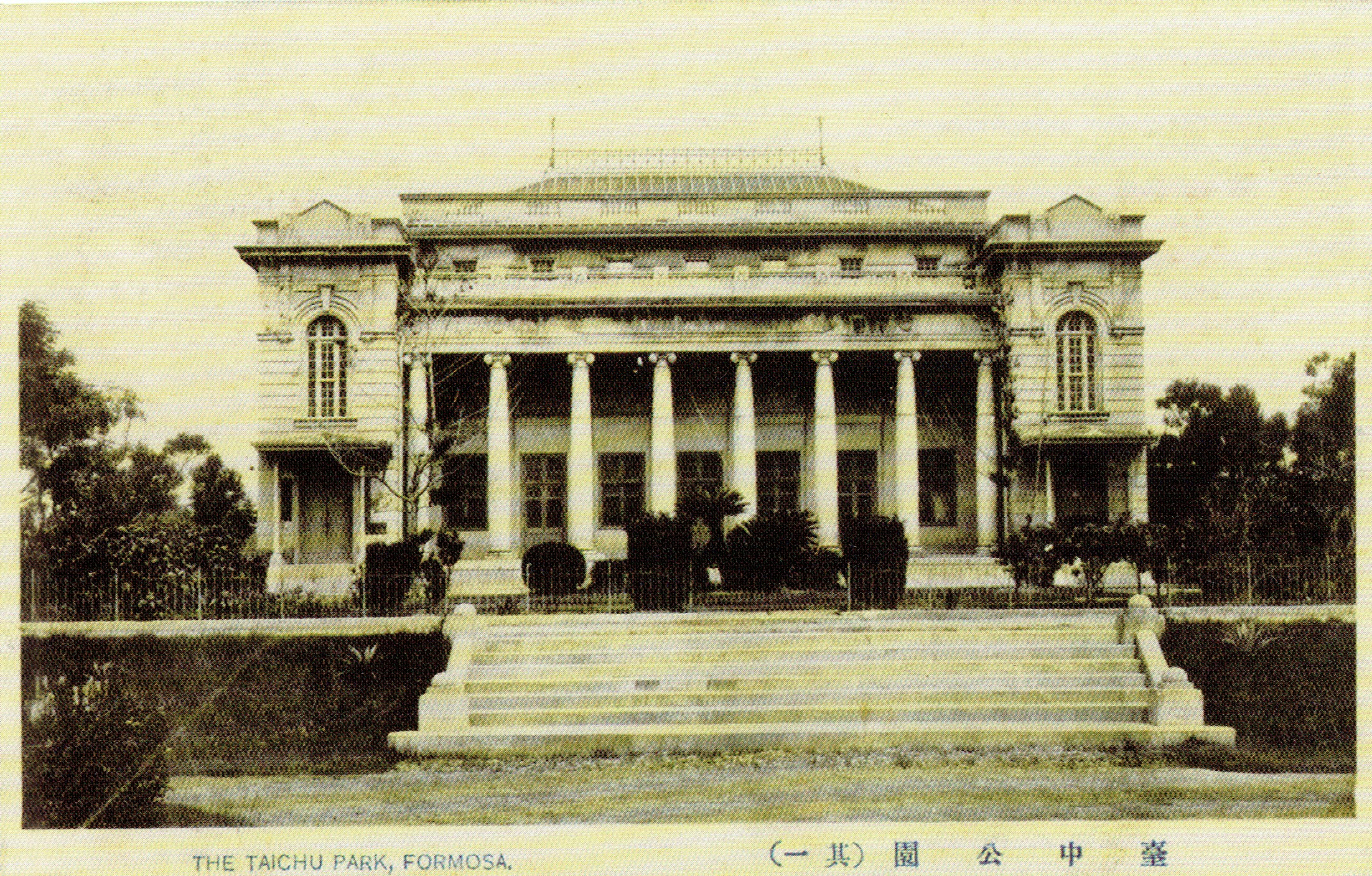
臺中縣物產陳列館

台中神社（縣社）
1911年，由台中廳長枝德二組籌委員會，請名古屋伊藤滿作設計施工建於新高町84番地，即台中公園北門樓北方，1912年10月27日落成，當時神社建築，有神殿8坪，拜殿15坪；為縣社，祀奉神明為大國魂命、大己貴命、少彥名命及北白川宮能久親王，共四神。1942年遷至新高町水源地公園內（今臺中市忠烈祠與孔廟），升格為國幣小社，原公園內的神社主體被拆除。2000年，市政府找回神社的鳥居，補了二根石柱並放倒在遺址原地。於2006年至2007年左右，現存石砌台基、銅馬與石獅各兩座、奉獻紀念碑（原為日治時期，園內有為許多設施和植樹而奉獻的紀念碑，原立在各個角落，目前集中保存17座）都是台中神社的遺跡。
物產陳列館
1900年臺中縣物產陳列館竣工（今址為舊台中車站），1903年遷建於砲台山南側並更名為臺中物產陳列館（今2003年臺灣燈會主燈－吉羊康泰放置處），建築風格採用新古典主義，後曾短暫改名為臺中博物館。1926年，物產陳列館併入行啟紀念館（今址為自由、中正路口之舊遠東百貨）。
瑞軒
台中公園一部分最初為林家花園（範圍大約是平等街至市府路到公園路以北），林瑞騰建園邸「瑞軒」園內，成為騷人墨客聚會詠唱之處。1906年3月4日，呂厚庵、林癡仙、林幼春、傅錫祺等九人於此成立「櫟社」，櫟社也多次聚會於此，其中連雅堂與林獻堂來過，台中地區古史雜詠中曾賦詩：「林家舊苑拓公園。散策探幽認砲墩！亭愛水心池日月。幾人知搠古淵源。」
露天音樂台
建於1962年，造型如切半的純白色花苞，原是供台中地區，音樂和戲劇團體公開表演的場所。後來因成為整頓公園最頭疼的場所，今已拆除改建為廁所。
總督府臺中農事試驗場
小型動物園區
1917年於公園內的北門樓附近，圍起一座高12尺、佔地6坪多的動物園，並飼養了猴子、蛇、鳥類等動物；是台中市第一座動物園，更是中部地區首座動物園，因此吸引不少學校的老師帶領學生前來觀看，藉此能認識動物。第二次世界大戰後未恢復設置，使得台中公園內的動物園就此消失。

#### 其他設施
- 交通部中央氣象局台中氣象站：建於1954年。
- 臺中市政府警察局第二分局臺中公園派出所：2010年2月10日落成啟用，2014年由駐在所改制為派出所。

## 流行文化

### 詩作
自日治時期就有極多詩人吟詠台中公園。例如，台中詩人張德豊就有相關詩作十首：
仲秋游臺中公園
曳杖芳墩上，閒情戀夕暉。
辭枝憐葉落，臨沼羨魚肥。
斷硬嗟双鬢，殘荷撲滿衣。
莫愁歸去晚，凉意入苔磯。

## 交通
臺中市公車
- 本表更新時間為2018年8月15日

|              | 雙向停靠站位                                                                      | 雙向停靠站位                            |
| 路線經營業者 | 臺中公園（雙十路）                                                                | 中興堂                                  |
| ------------ | --------------------------------------------------------------------------------- | --------------------------------------- |
| 台中客運     | 11（右環）、12、35、71、131、154、304、307、324                                   | 12、35、41、71、142、163、304、307、324 |
| 統聯客運     | 18、50、56、59、61、73、81、301、303、308、326                                    | 61、73、301、303、308、326              |
| 豐原客運     | 11（左環）、12、55、202、203、270、271、276、277、 280、286、288、289             | 12、55、203、280、286、288、289         |
| 全航客運     | 11（左環）、12、58、58副、65                                                      | 12、58、58副                            |
| 中台灣客運   | 1、25、302                                                                        | 1、25                                   |
| 仁友客運     | 21、21延1、21延2                                                                  | 21、21延1、21延2                        |
| 東南客運     | 7、67                                                                             |                                         |
| 路線經營業者 | 臺中公園（三民路）                                                                | 公園自由路口                            |
| 台中客運     | 6、8、14、14副、15、26、29、41、70、82、108、 132、142、163、200、500、901、901副 | 29                                      |
| 全航客運     | 5                                                                                 | 158                                     |
| 仁友客運     |                                                                                   | 105                                     |
| 中鹿客運     | 99、99延                                                                          |                                         |

|              | 單向停靠站位                | 單向停靠站位                | 單向停靠站位          | 單向停靠站位                | 單向停靠站位                |
| 路線經營業者 | 臺中公園（雙十路） 往自由路 | 臺中公園（自由路） 往公園路 | 公園自由路口 往三民路 | 臺中公園（公園路） 往自由路 | 臺中公園（三民路） 往精武路 |
| ------------ | --------------------------- | --------------------------- | --------------------- | --------------------------- | --------------------------- |
| 統聯客運     | 159（此站恰為起訖點）       |                             |                       |                             |                             |
| 仁友客運     |                             |                             |                       | 105（往龍井）               | 105（往四張犁）             |
| 全航客運     |                             | 5                           |                       | 158                         |                             |
| 台中客運     |                             |                             | 41、142、163          |                             |                             |

- 11路臺中客運負責營運右環線（先抵達秀泰影城），全航客運及豐原客運聯合負責營運左環（先抵達民權繼光街口）
- 12路為台中客運、豐原客運、全航客運聯營
- 159路為高鐵快捷公車

## 周邊設施及景點
- 臺中車站
- 臺中市立臺中第一高級中等學校
- 精武圖書館
- 國立臺灣體育運動大學
- 國立臺中科技大學
- 一中商圈
- 中友百貨公司

### 書籍
- 興興建築師事務所.  (PDF). 臺中縣文化局. 2001  [2024-05-25]. ISBN 957-02-9571-6. （原始内容存档 (PDF)于2024-05-25）.
- 韓興興. . 臺中市政府. 2002-12. ISBN 957-01-3107-1.
- 林良哲. . 臺中市政府. 2003-12. ISBN 957-01-5958-8.
- 韓興興. . 臺中市政府. 2007-12. ISBN 978-986-01-2154-4.
- 韓興興. . 台中市文化局. 2008-10. ISBN 9789860108811.
- 岡本, 真希子.  (学位论文). 同志社大學. 2010-11-30  [2024-05-25]. doi:10.14988/pa.2017.0000012268. （原始内容存档于2024-09-11） （日语）.
- 戶外生活圖書. . 戶外生活圖書. 2012. ISBN 978-986-6139-10-9.
- 張德豊. . 2014-05-02. ISBN 1499394462.

## 外部連結
- 台中公園的興建原因 （页面存档备份，存于）
- 台中公園 （页面存档备份，存于）
- 臺中公園—臺中市文化資產處 （页面存档备份，存于）
- 中山公園湖心亭—臺中市文化資產處 （页面存档备份，存于）
- 臺灣省城大北門—臺中市文化資產處 （页面存档备份，存于）
- 放送電台擴音台(舊稱：放送頭)—臺中市文化資產處 （页面存档备份，存于）
- 砲台山(舊稱：大墩)—臺中市文化資產處 （页面存档备份，存于）